# Tschegem (Fluss)
Der Tschegem (russisch Чегем) ist ein 91 km langer rechter Nebenfluss des Baksan in der nordkaukasischen Republik  Kabardino-Balkarien in Russland. Er entwässert ein 931 km² großes Areal.

## Flusslauf
Der Tschegem entsteht im Großen Kaukasus auf einer Höhe von etwa 1840 m am Zusammenfluss seiner beiden Quellflüsse, Bashil-Auzusu (⊙ Башиль-Аузу-Су; links; 12 km lang) und Gara-Auzusu (⊙ Гара-Аузу-Су; rechts; 12 km lang). Beide Quellflüsse werden von Gletschern gespeist. Der Tschegem durchfließt das Gebirge in überwiegend nordnordöstlicher Richtung. Südlich der Siedlung Khushto-Syrt passiert der Tschegem eine enge Schlucht. Kurz vor Verlassen des Berglands wendet sich der Tschegem nach Nordosten. Der Tschegem erreicht bei der Ortschaft Letschinkai das Tiefland. Dieses durchquert er in ostnordöstlicher Richtung. Er passiert dabei die am rechten Flussufer gelegene Kleinstadt Tschegem und mündet schließlich in den Baksan. Eine Regionalstraße führt entlang dem Flusslauf durch das Gebirge.

## Bilder

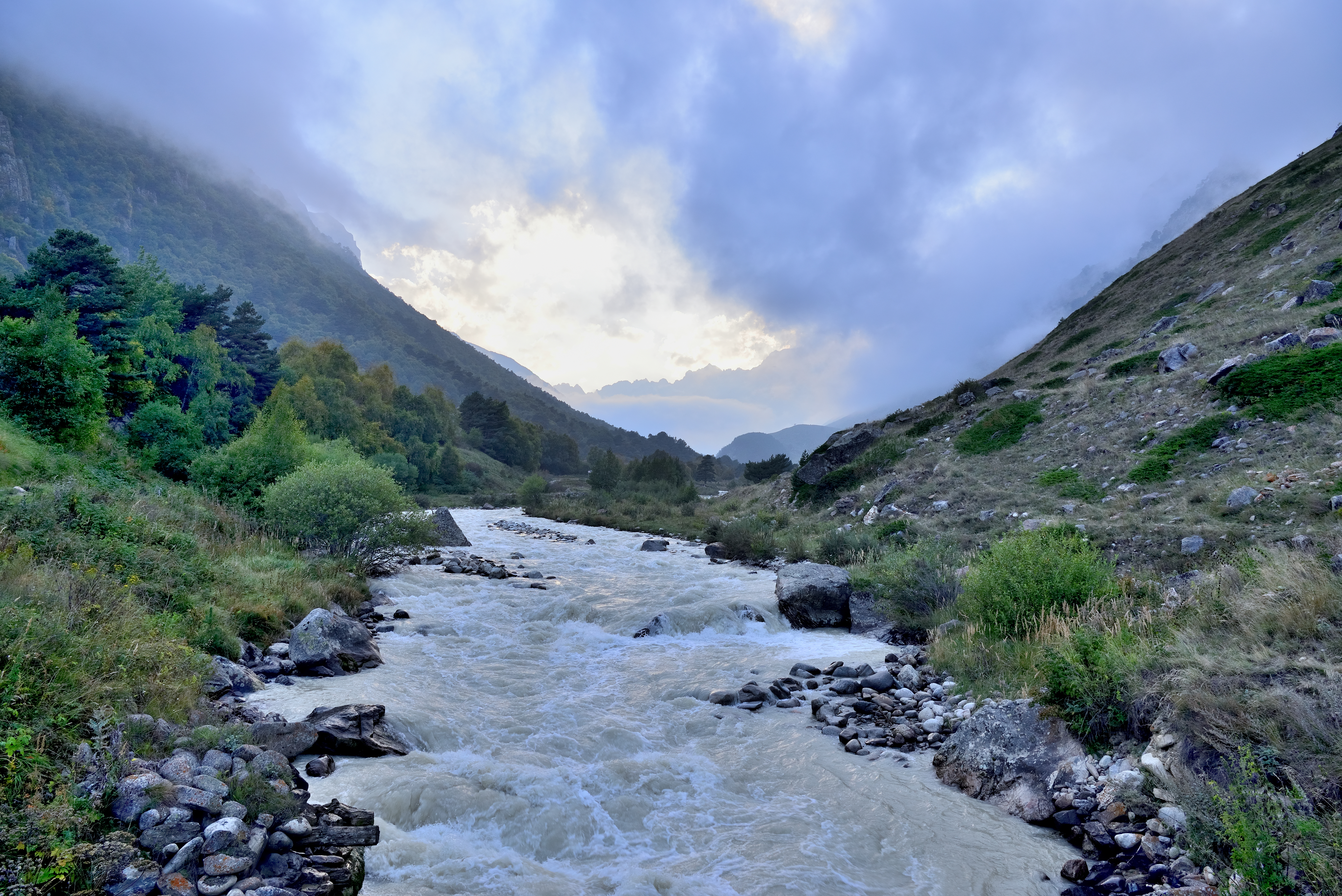
Linker Quellfluss Bashil-Auzusu
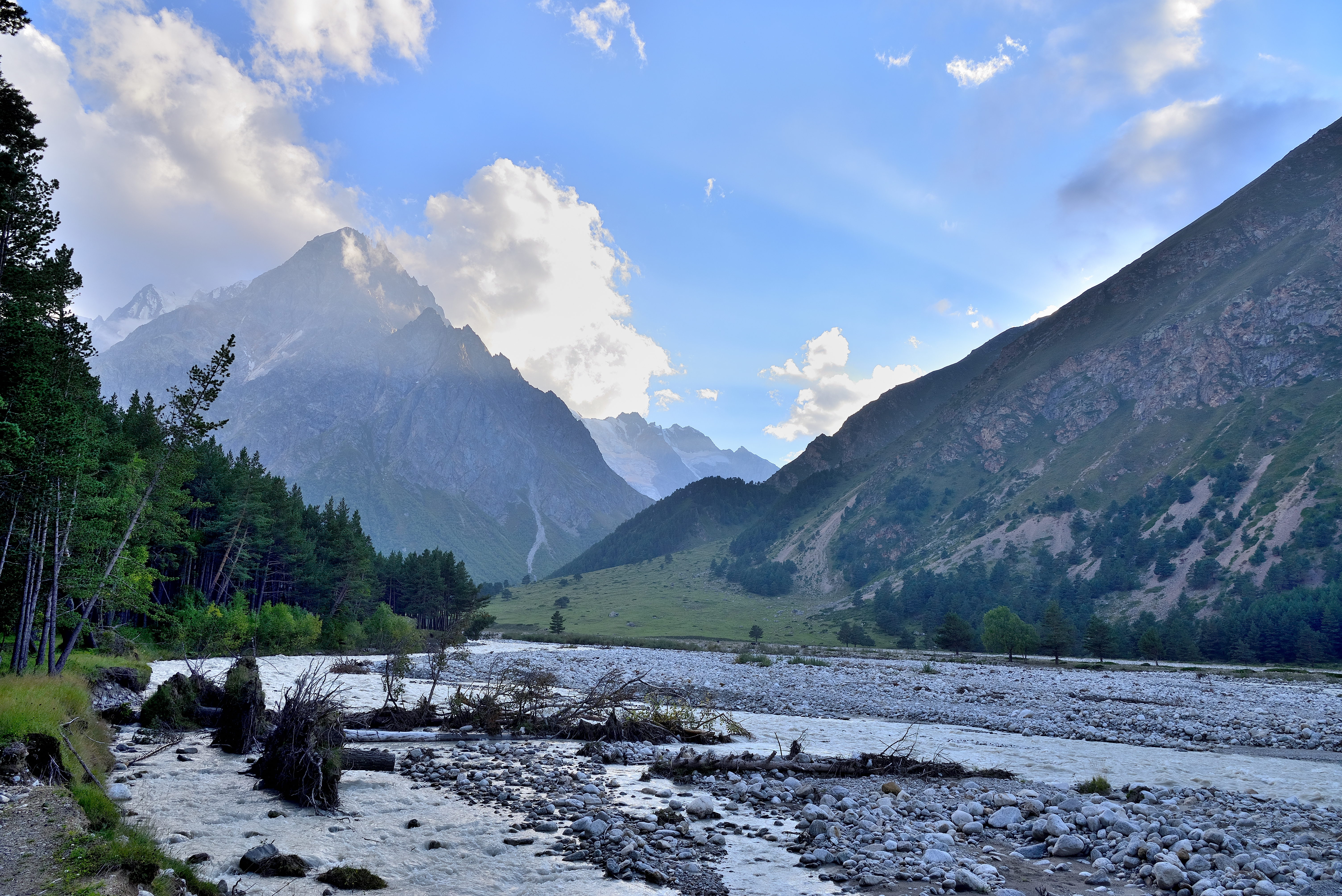
Rechter Quellfluss Gara-Auzusu
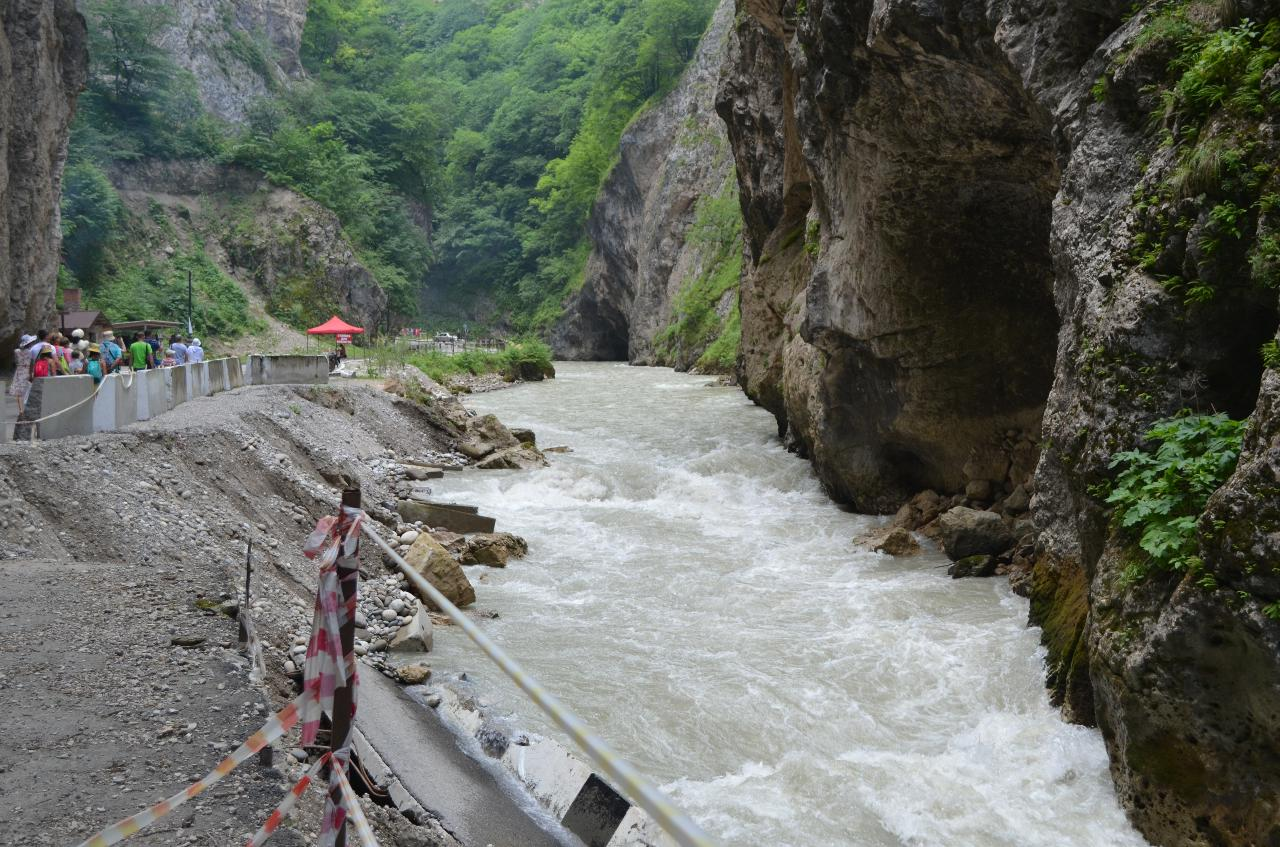
Tschegem-Schlucht
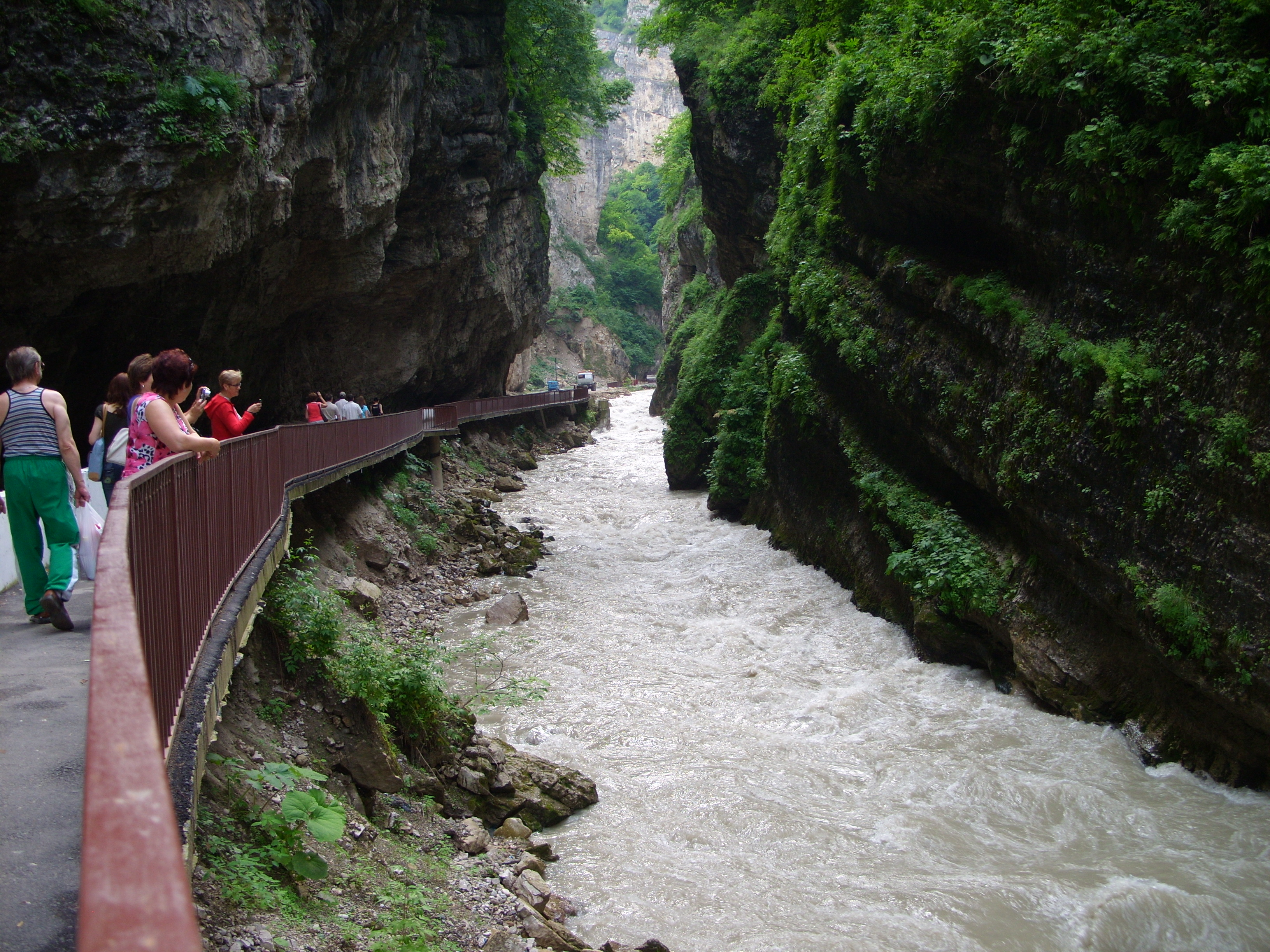
Tschegem-Schlucht
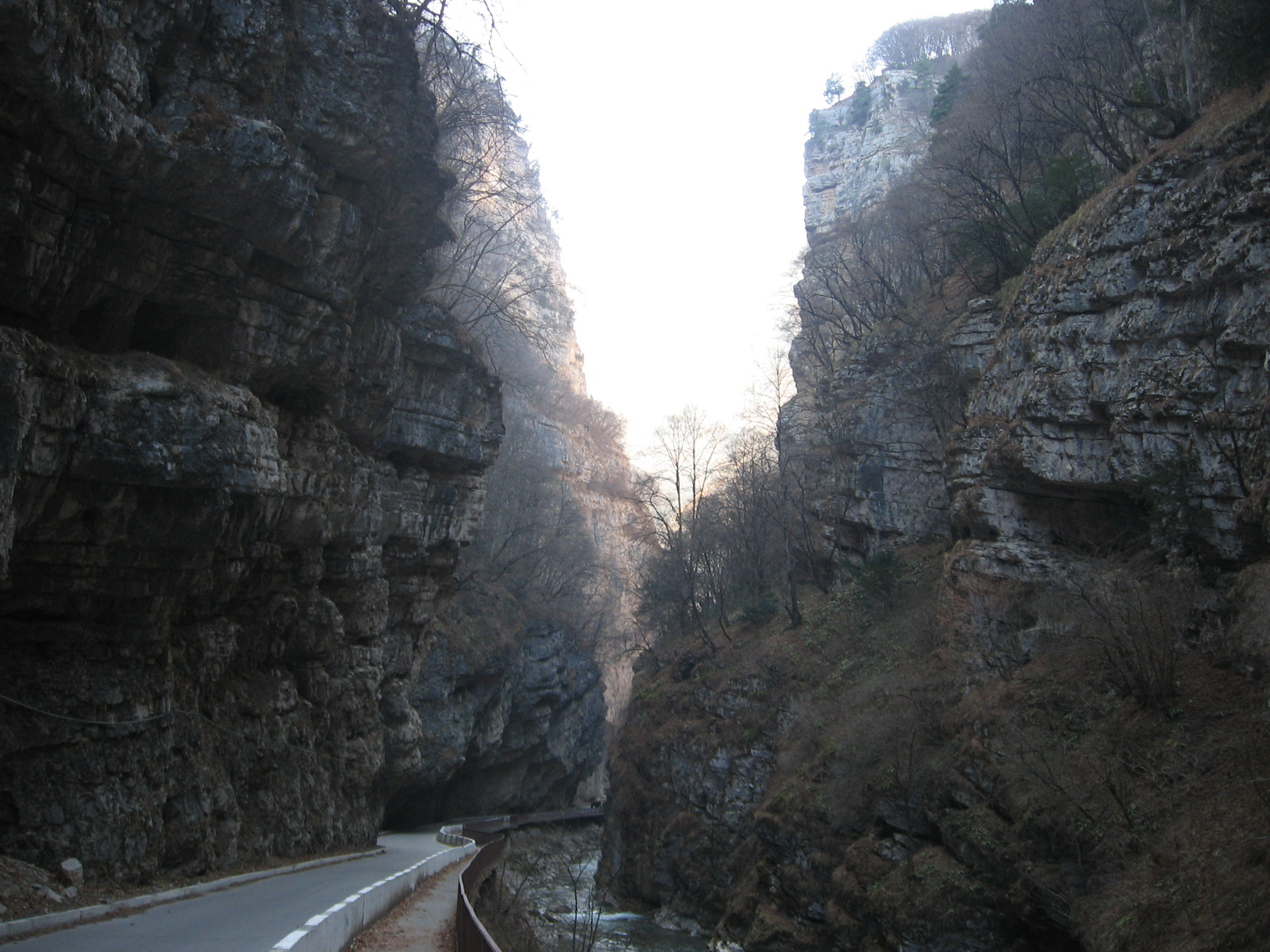
Tschegem-Schlucht
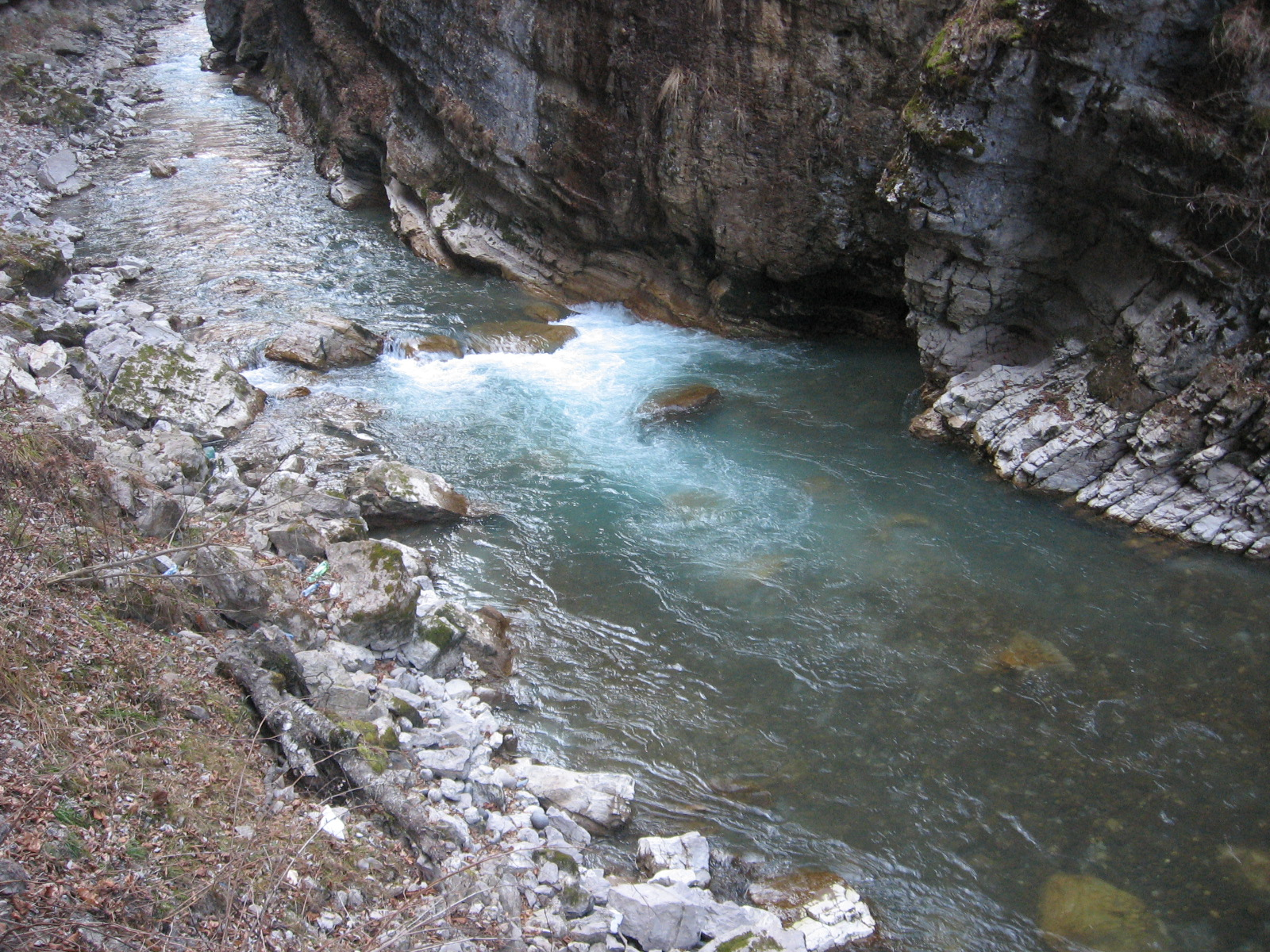
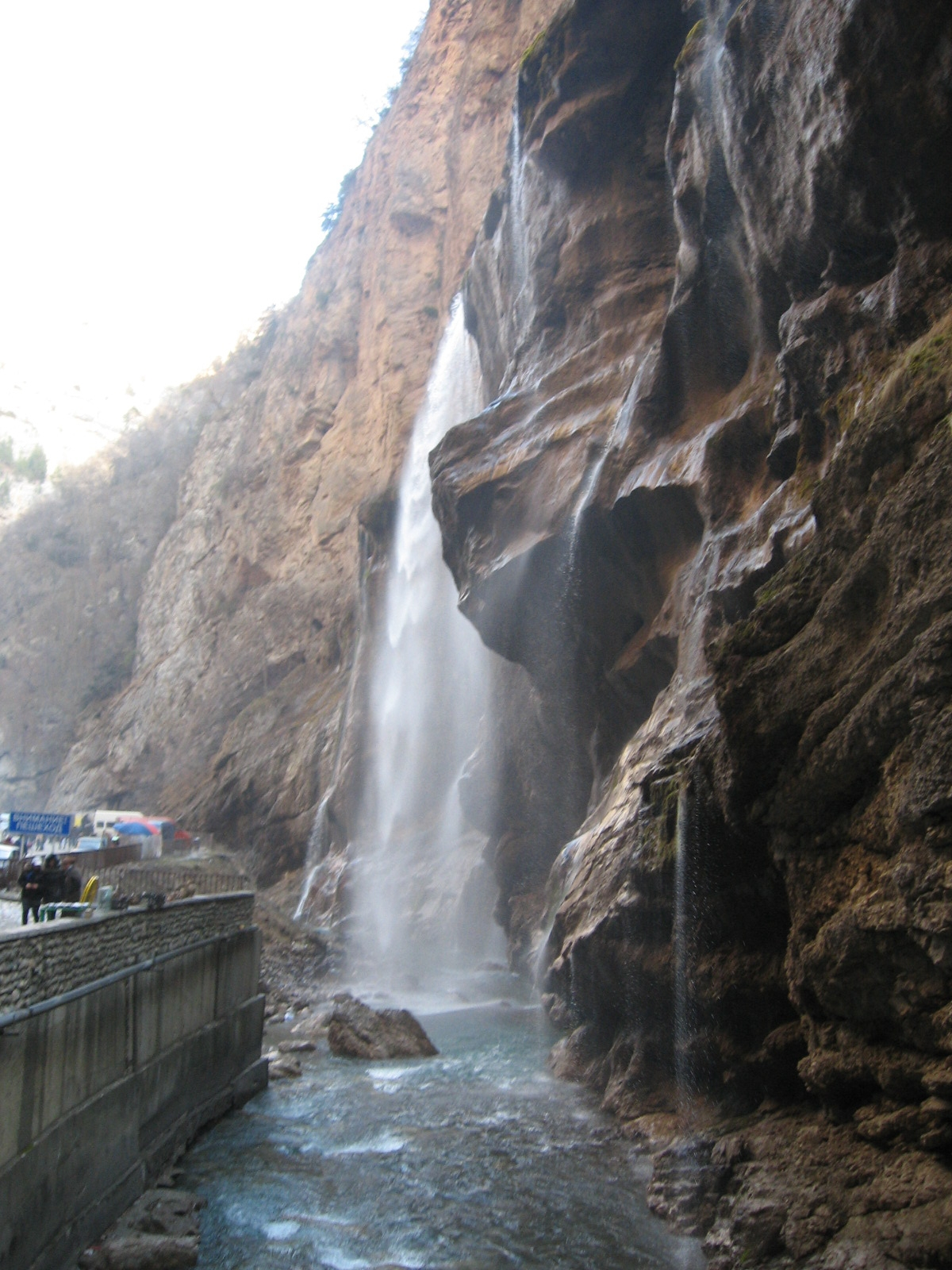
Tschegem-Wasserfälle
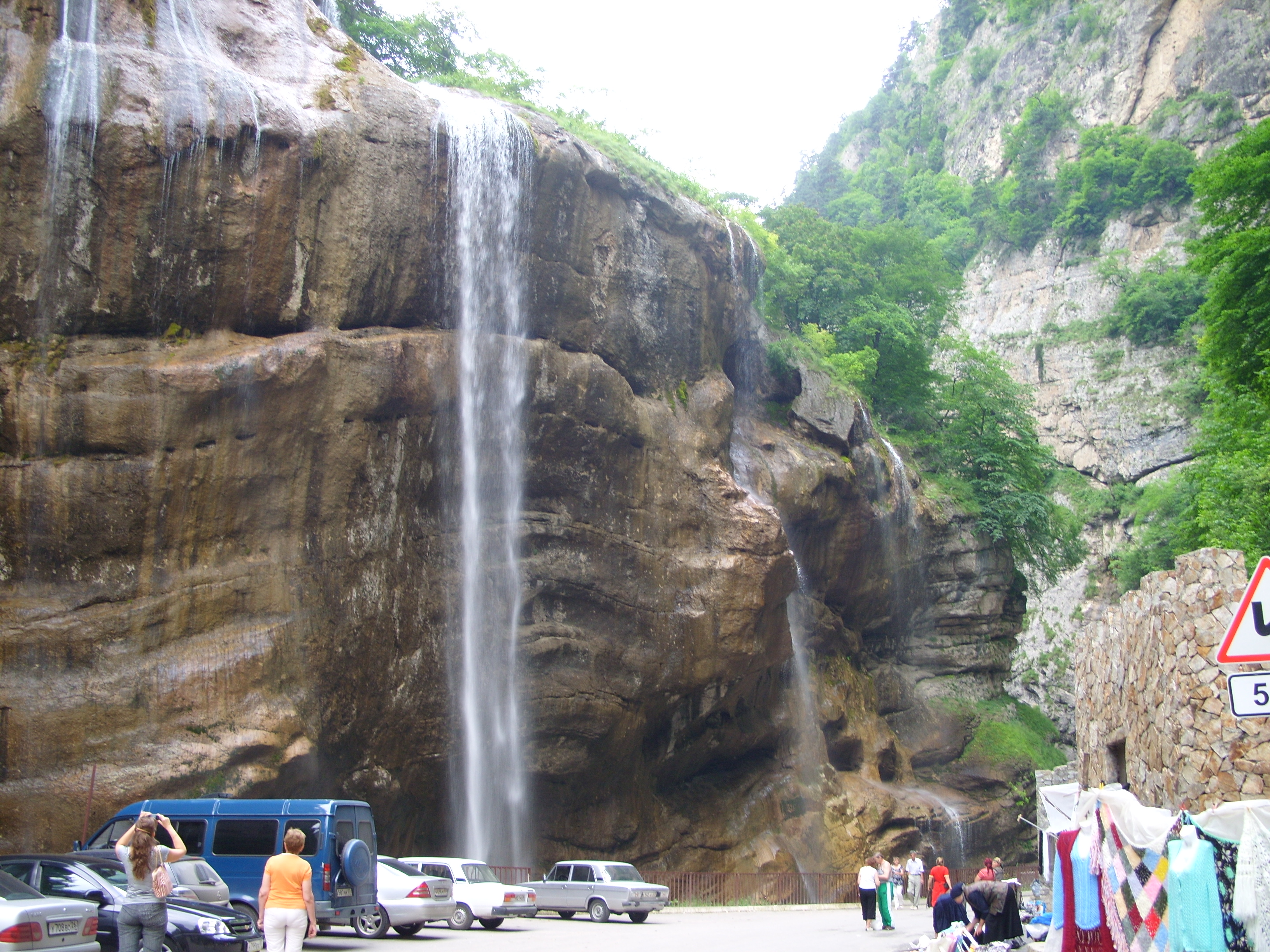
Tschegem-Wasserfälle
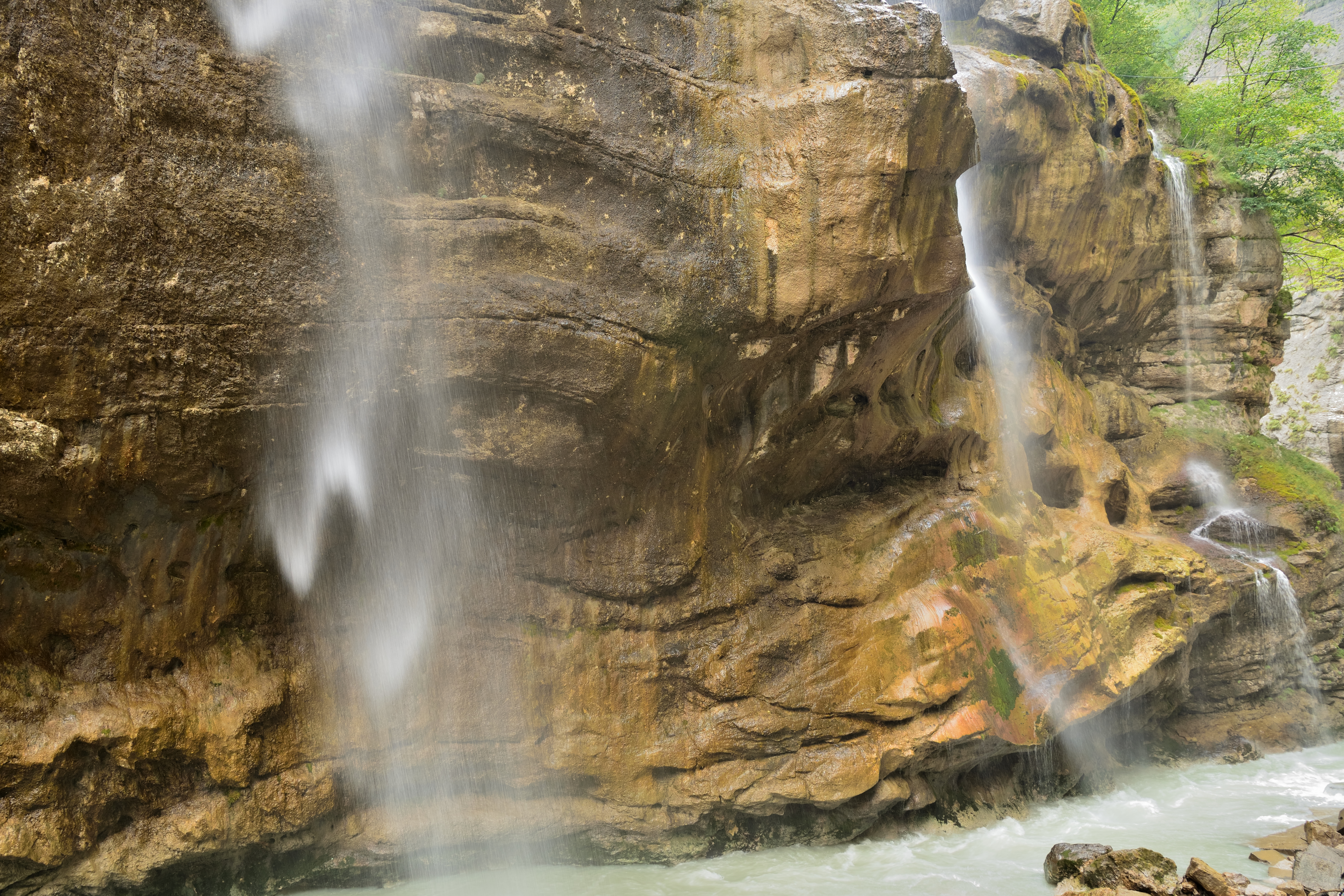
Tschegem-Wasserfälle
- Tschegem-Wasserfälle